# Alexandra Gonin
Alexandra Gonin (Parigi, 26 marzo 1967) è un'attrice, ballerina e insegnante francese.

## Biografia
Sul grande schermo è nota principalmente per il ruolo di  Samantha Fontanet, sorella di Pénélope, l'amica di Vic Beretton (Sophie Marceau) nei film Il tempo delle mele e  Il tempo delle mele 2. Nel terzo millennio si è dedicata prevalentemente alla danza: attualmente insegna balletto classico al conservatorio di Nanterre.

## Filmografia parziale
- Il tempo delle mele (La Boum), regia di Claude Pinoteau (1980)
- Il tempo delle mele 2 (La Boum 2), regia di Claude Pinoteau (1982)